# Mollakulaç, Hınıs
Mollakulaç là một xã thuộc huyện Hınıs, tỉnh Erzurum, Thổ Nhĩ Kỳ. Dân số thời điểm năm 2011 là 119 người.